# Montacuta dawsoni
Montacuta dawsoni är en musselart som beskrevs av John Gwyn Jeffreys 1864. Montacuta dawsoni ingår i släktet Montacuta och familjen Lasaeidae. Inga underarter finns listade i Catalogue of Life.